# Olangchung Gola
Olangchung Gola (en népalais : ओलाङ्चुङ गोला) est un comité de développement villageois du Népal situé dans le district de Taplejung. Au recensement de 2011, il comptait 239 habitants.